# Hypophthalmichthys harmandi
A Hypophthalmichthys harmandi a sugarasúszójú halak (Actinopterygii) osztályának a pontyalakúak (Cypriniformes) rendjébe, ezen belül a pontyfélék (Cyprinidae) családjába tartozó faj.

## Előfordulása
A Hypophthalmichthys harmandi előfordulási területe a Kínához tartozó Hajnan szigeten, valamint Vietnámban van.

## Megjelenése
Ez a halfaj legfeljebb 54,5 centiméteresre nő meg.

## Életmódja
Ez a szubtrópusi pontyféle egyaránt megél az édes- és brakkvízben is. Élőhelyének, főleg a mélyebb részein él.

## Felhasználása
A Hypophthalmichthys harmandit a természetes élőhelyein, ipari mértékben halásszák. Sok helyen tenyésztik is.
A túlhalászása és az élőhelyeinek elvesztése, illetve szennyezése, valamint a betelepített többi busafajokkal való kereszteződés veszélyezteti.